# Мякса (Эстония)
Мя́кса (эст. Mäksa) — деревня в волости Кастре уезда Тартумаа, Эстония.
До административной реформы местных самоуправлений Эстонии 2017 года входила в состав волости Мякса.

## География и описание
Расположена в 11 километрах к востоку от уездного центра — города Тарту — и в 13 километрах к северу от волостного центра — посёлка Вынну. Высота над уровнем моря — 59 метров.
Климат — умеренный. Официальный язык — эстонский. Почтовый индекс — 62306.

## Население
По данным переписи населения 2021 года, в Мякса насчитывалось 108 жителей, из них 107 (99,1 %) — эстонцы.
По данным переписи населения 2011 года, в деревне проживали 120 человек, из них 115 (95,8 %) — эстонцы.
Численность населения деревни Мякса:
| Год  | 1989 | 1996  | 2000  | 2006  | 2008  | 2009  | 2010  | 2011  | 2017 | 2018  | 2019 | 2020  | 2021  |
| ---- | ---- | ----- | ----- | ----- | ----- | ----- | ----- | ----- | ---- | ----- | ---- | ----- | ----- |
| Чел. | 118  | ↘ 116 | ↗ 120 | ↘ 103 | ↗ 123 | ↗ 133 | ↘ 130 | ↘ 120 | 120  | ↘ 119 | 119  | ↘ 105 | ↗ 108 |

## История
Первое упоминание о деревне относится к 1555 году (Mex). Название деревни происходит из времён существования Тевтонского ордена, когда она принадлежала роду фон Мексов (Mecks).
В исторических источниках 1582 года упоминается Dwor Joanna Mexa, 1601 года — Mex Moysa, 1627 года — Meckshoff oder Pepefehr, 1782 года — Meckshof .
В 1977 году, в период кампании по укрупнению деревень, с Мякса были объединены деревни Мурулаане и Рехекюла.

## Инфраструктура
В деревне Мякса имеется центральное водоснабжение и канализация; широкополосный доступ в Интернет; есть сельская площадь, игровые площадки и места для отдыха, рыболовные и туристические тропы. В деревню ходит школьный автобус. До 2009 года в деревне был пункт проката библиотеки, работающей в деревне Выыпсте.

## Достопримечательности
В километре к юго-западу от деревни Мякса находится маленькое, но глубокое озеро Агали (площадь 13,0 га, наибольшая глубина 19,5 м). К югу от него в окружении лесов и лугов находится озеро Тамме.
На территории деревни находятся мыза Мексгоф (Мякса) (нем. Mäxhof), мызный парк и семейная часовня фон Эссенов (одних из владельцев мызы), внесённые в Государственный регистр памятников культуры Эстонии.
Примечательной в деревне Мякса является аллея древних деревьев вдоль шоссе.

## Комментарии
1. ↑  Эстонские топонимы, оканчивающиеся на -а, не склоняются и не имеют женского рода (исключение — Нарва)[6].